# کرنسدورف
کرنسدورف (به آلمانی: Krensdorf) یک منطقهٔ مسکونی در اتریش است که در ناحیه ماترسبورگ واقع شده‌است. کرنسدورف ۶۲۶ نفر جمعیت دارد.